# باولو ميراندا (لاعب كرة قدم مواليد 1988)
باولو ميرندا (بالبرتغالية: Paulo Miranda) (16 أغسطس 1988 في البرازيل - ) هو لاعب كرة قدم برازيلي في مركز الدفاع. لعب مع نادي بالميراس ونادي باهيا ونادي ريد بل سالزبورغ ونادي ساو باولو وDesportivo Brasil ‏ وOeste Futebol Clube ‏.

## وصلات خارجية
- باولو ميرندا على موقع قاعدة بيانات كرة القدم.إي يو (الإنجليزية)
- باولو ميرندا على موقع Soccerway.com (الإنجليزية)
- باولو ميرندا على موقع عالم كرة القدم.نت (الإنجليزية)
- باولو ميرندا على موقع AS.com (الإسبانية)